# Censure
Pour les articles homonymes, voir Censure (homonymie).

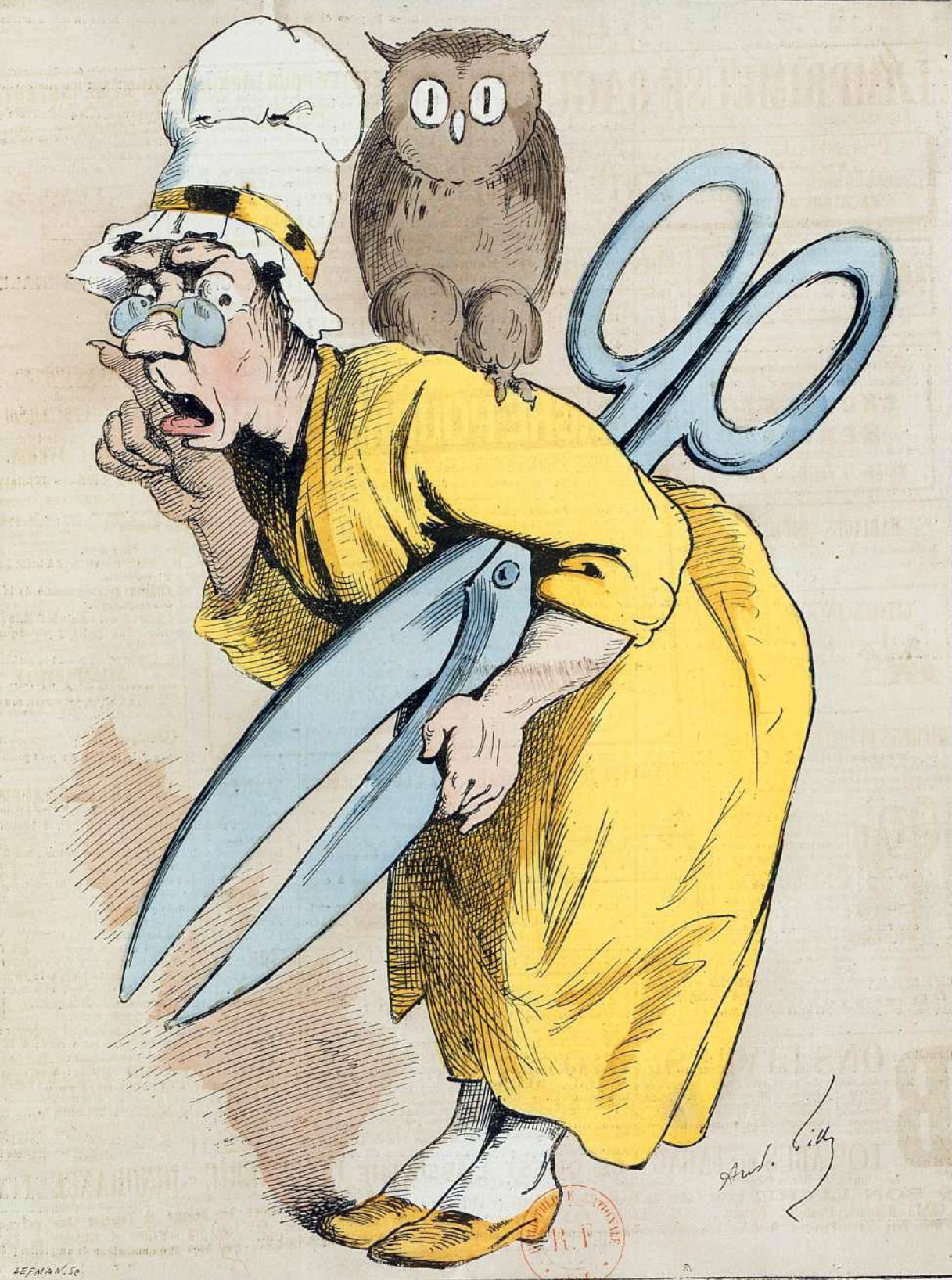
Madame Anastasie, 1874, par André Gill (1840-1885), caricature utilisée pour symboliser la censure.

La censure est la limitation de la liberté d'expression par un pouvoir (étatique, religieux ou privé) sur des livres, médias ou diverses œuvres d'art, avant ou après leur diffusion (censure a priori et a posteriori) au public.
Par extension, certains auteurs parlent de censure doctrinale mais aussi de censure indirecte, non officielle, sous forme de pression due notamment à la concentration des médias, et d'autocensure déclenchée par la crainte ou la menace de censure.

## Étymologie et évolution sémantique
En latin, le sens primaire du verbe censere avait une valeur religieuse : « déclarer solennellement et selon les formes ». Son sens secondaire a été « juger, évaluer » avec les mots censor et censura, qui ont pris aussi le sens de « critique ».
À l'origine, le poste de censeur, créé à Rome en -443, avait pour but de répartir les citoyens en cinq classes censitaires. Il évolue ensuite en garantissant aussi le contrôle de l'adjudication des travaux publics, et la sanction morale des citoyens (frapper d'infamie et de déshonneur).
En latin chrétien, la censura est un examen sévère fait au nom de Dieu. Le besoin de maintenir l'orthodoxie religieuse développe la censure des idées et des opinions. Mais cette répression ne pouvait s'appliquer, avant l'imprimerie, qu'à des textes déjà en circulation.
Avec l'arrivée de l'imprimerie, le nombre d'ouvrages explose, risquant d'échapper au contrôle des autorités religieuses. Celles-ci créent un cadre plus draconien, notamment un système permanent d'examen préalable des textes à imprimer.
La censure politique s'organise à partir du XVIIe siècle en France et en Angleterre. En France, on parle de censeurs qui accordent une permission (d'imprimer un ouvrage), et en Angleterre de censorship. À partir du XVIIIe siècle, avec l'administration et la police française, le terme censure prend deux valeurs plus précises : la censure préalable ou préventive, et la censure répressive. Le verbe censurer apparait sous la Révolution et l'Empire.
Au XIXe siècle la censure s'étend à l'ordre moral (concernant les notions d'immoralité, d'obscénité et de pornographie). Des régimes comme le Second Empire français ou la Russie tsariste systématisent le délit d'opinion et censurent politiquement.
Au cours du XXe siècle, avec l'abandon officiel d'anciennes pratiques de censure, le terme censure reprend un sens plus large « d'atteinte à la liberté d'expression » dans l'usage commun comme de la presse. Ainsi « l'autocensure » est un moyen d'éviter un risque de sanction, et le fait de bannir un livre (autorisé par la loi) d'une bibliothèque est considéré comme un acte de censure : « Censure est devenu l'antonyme de liberté d'opinion et d'expression, et l'une des modalités de l'intolérance ».

## Histoire
Dans plusieurs sociétés antiques, la censure était considérée comme un moyen de régulation des mœurs et de la vie politique. En Chine, la première loi sur la censure fut instaurée en l'an 300. Le plus célèbre cas de censure antique est celui de Socrate, condamné à boire la ciguë pour avoir . Le combat pour la liberté d'expression remonte aussi loin, Euripide défendant déjà la liberté d'expression au IVe siècle av. J.-C.[réf. souhaitée]. Pour les religions monothéistes, la condamnation du blasphème est un thème central depuis l'un des premiers livres recueillis dans la Bible, le Lévitique : « Si un homme insulte son Dieu, il doit porter le poids de son péché ; ainsi celui qui blasphème le Nom du Seigneur sera mis à mort ».

### Autorités religieuses

#### Catholiques

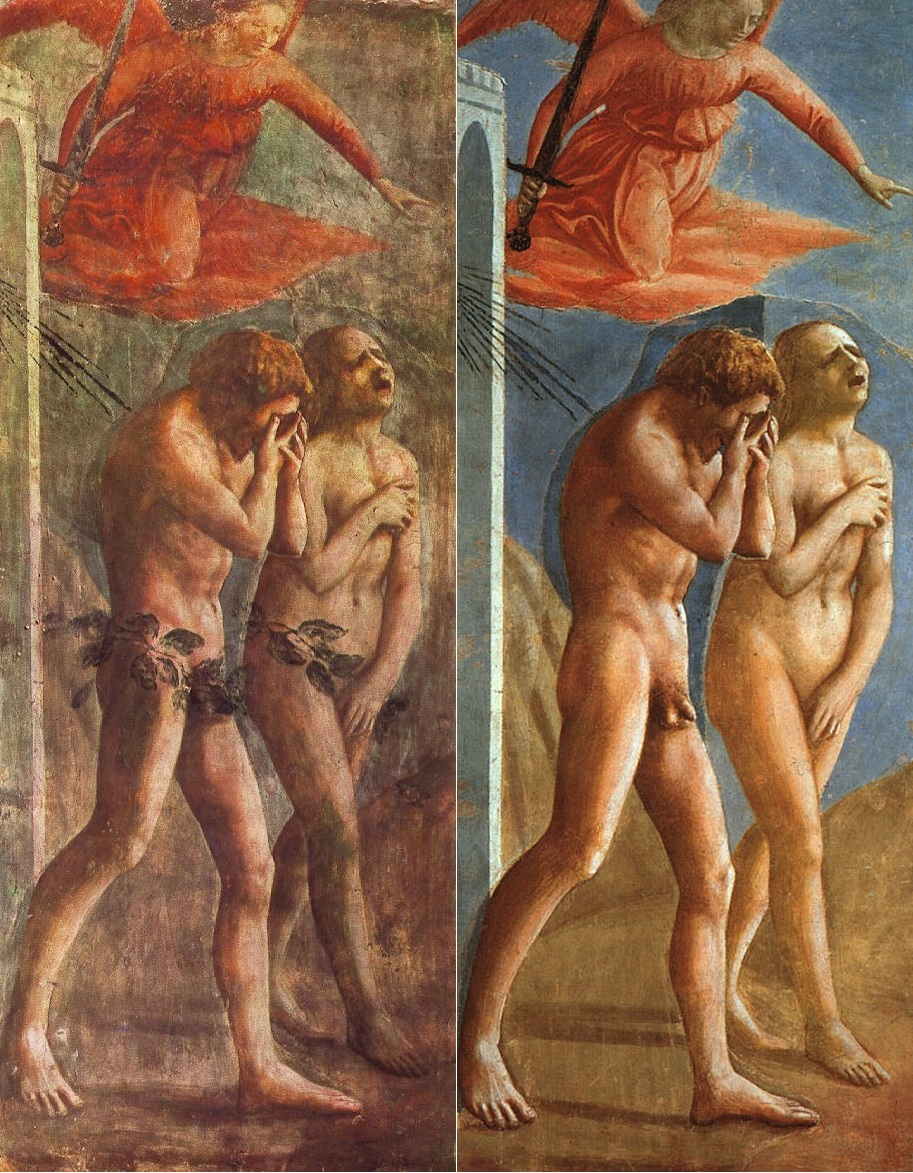
Adam et Ève chassés de l'Éden de Masaccio, avant et après, suppression des ajouts de censure.

Les autorités de l'Église catholique nommaient des censores librorum chargés de s'assurer que rien de contraire à la foi ne puisse être publié. Cette première étape de vérification était sanctionnée par le Nihil obstat (pas d'obstacle à la publication). Une deuxième étape permettait à l'évêque de donner son autorisation d'imprimer (Imprimatur, « qu'il soit imprimé ! »). En 1515 lors du Ve concile du Latran, le pape Léon X, ordonne dans sa bulle pontificale Inter sollicitudines qu'à l'avenir personne n'ose imprimer ou faire imprimer un livre dans quelque diocèse que ce soit, sans qu'il n'ait été examiné avec soin par l'évêque ou son représentant, sous peine d'excommunication. En 1559 l'inquisition établit l'Index librorum prohibitorum, liste de livres interdits aux personnes non averties. Celui-ci perdurera jusqu'au concile Vatican II.
Dans le domaine des œuvres picturales de nombreuses toiles ont fait l'objet de censure par ajout de feuillage (feuille de vigne) ou d'habits sur les œuvres originales pour en voiler les nudités exposées comme Adam et Ève chassés de l'Éden de Massaccio à la chapelle Brancacci de l'église Santa Maria del Carmine de Florence ou la censure du Jugement dernier de Michel-Ange de la chapelle Sixtine, qui n'a jamais pu aboutir malgré les demandes réitérées du pape. À l'époque, l'œuvre avait fait scandale, surtout parce que les quelque quatre cents personnages représentés y étaient nus, même le Christ. Paul IV songea un moment à supprimer toute la fresque, mais il se contenta finalement de faire voiler pudiquement certains personnages par Daniele da Volterra, qui y gagna le surnom de Braghettone (culottier). Au XVIIe siècle encore, Clément XII fit recouvrir d'autres personnages.
Le respect de ces préceptes et interdits moraux issus de la religion dominante a conduit à des classifications dans les bibliothèques et à la mise à l'écart des publications concernées pour le grand public : en particulier la constitution de l'enfer de bibliothèque, tel que celui de la BNF.

#### Protestantes
Dans les pays protestants la censure s'exerce aussi, mais de façon particulière. Après la Paix d'Augsburg de 1555, il se crée une série d'États-Églises différents (« tel prince, telle religion »). Les divisions entre protestants font que la censure ne s'exerce pas seulement sur les catholiques, mais aussi sur les autres protestants. Un état luthérien interdit les ouvrages calvinistes et inversement. Cette fragmentation ne permet pas une censure d'ensemble comme chez les catholiques, avec création d'un index général détaillé. Chaque censure protestante s'exerce localement et ne peut aller au-delà de son territoire politique.
La censure protestante peut s'exercer au cas par cas, ou sur des catégories de livres. En 1543 la ville de Nuremberg ordonne de purger les ouvrages de philosophie de tous les passages incompatibles avec la pensée de Luther. En 1559, la ville de Bâle exhume et brûle, avec ses livres, le corps de l'anabaptiste David Joris, mort en 1556. La ville calviniste de Genève, à partir de 1550, exerce une censure des plus étroites : les manuscrits sont lus avant d'être imprimés, et les ateliers d'imprimerie périodiquement contrôlés. Les autorités genevoises exercent aussi une censure morale avec la destruction d'exemplaires des œuvres de Rabelais, de Terence, d'Ovide, ou des romans de chevalerie et contes licencieux. De passage à Genève, Michel Servet sera arrêté et brûlé vif en 1553. En 1601, le Duc luthérien de Wurtemberg interdit les livres calvinistes, papistes, anabaptistes et de Schwenkfeld.

#### Contournements de la censure
En pays catholique, comme en pays protestant, selon les lieux ou les périodes, des villes peuvent être plus tolérantes, éditant des auteurs d'obédience différentes, comme Anvers, Bâle, Strasbourg. Francfort était, et reste réputée au XXIe siècle, pour sa foire aux livres, se tenant deux fois par an, où convergeaient des auteurs, imprimeurs et acheteurs venus de toute l'Europe.
Il existait un trafic clandestin de livres interdits circulant par les voies habituelles sur de longues distances. Le livre interdit était glissé parmi des centaines de livres autorisés, ou portait un faux-titre sur une couverture factice. Les inspecteurs aux frontières pouvaient être soudoyés. Un historien a trouvé une lettre manuscrite d'un Vénitien de 1574, écrivant à un ami de Paris. Il lui demandait un livre de Francfort qui devait être acheminé par navire à Venise à telle période, car l'inquisiteur serait alors un ami de famille, qui lui laisse accès à « tout ce qui n'est pas vraiment pernicieux dans sa totale substance ».

### Autorités civiles
En 1534, après avoir été excommunié et proclamé chef de l'Église d'Angleterre, le roi Henri VIII instaure l'obligation d’obtenir une approbation de son conseil privé avant qu'un livre ne puisse être imprimé. Sous le règne d'Élisabeth Ire, le Master of the Revels est chargé d'approuver les pièces de théâtre. En 1662, le parlement anglais vote le Licensing Act, dont le non-renouvellement en 1695 par la Chambre des Communes introduit pour la première fois une forme de liberté de presse. À la suite de l'affaire des Placards (18 octobre 1534), le roi François Ier qui était jusqu'alors favorable aux idées nouvelles, ordonne la chasse aux hérétiques et promulgue un édit contre les imprimeurs insoumis. En 1629, Richelieu laïcise la censure jusqu'alors sous la responsabilité de l'Église catholique. Dans la France d'Ancien Régime, la censure royale s'exerce sur les journaux : par exemple, sous Louis XVI toute publication d'un article dans la presse est soumise à l'autorisation du gouvernement : 160 lecteurs professionnels étaient chargés de relire les textes. Les livres censurés étaient confisqués, les journaux pouvaient être suspendus. Les auteurs pouvaient être internés à la Bastille, comme Voltaire en 1717 ou l'abbé Morellet. Parmi les écrivains du XVIIIe siècle dont les livres furent les plus saisis par les autorités figurent Jean-Jacques Rousseau, l'abbé Raynal et Helvétius.
Pendant la Révolution française, la déclaration des droits de l’homme et du citoyen du 26 août 1789 affirme solennellement : « Nul ne doit être inquiété pour ses opinions, mêmes religieuses, pourvu que leur manifestation ne trouble pas l'ordre public établi par la loi. » (article 10) et « La libre communication des pensées et des opinions est un des droits les plus précieux de l’homme ; tout citoyen peut parler, écrire, imprimer librement, sauf à répondre de l’abus de cette liberté dans les cas prévus par la loi. » (article 11). En d'autres termes, il est possible de sanctionner une publication, mais en aucun cas d'empêcher celle-ci. Presque supprimée en fait depuis 1789, à peu près abolie en droit par le décret du 13 janvier 1791, la censure est rétablie par le décret du 2 août 1793 qui ordonne la fermeture des théâtres et l’arrestation des directeurs coupables de jouer des pièces inciviques ; puis le Conseil général de la Commune leur fait la loi. Enfin, le 21 mai 1794, la Convention ressaisit la censure, qu’elle attribue à son comité d’instruction publique. Celui-ci prend fort au sérieux ses pouvoirs, morigène directeurs, auteurs, et contient le zèle des ultra-révolutionnaires.
En 1810, un décret de Napoléon rétablit officiellement la censure,. Suit une succession de suppression et de rétablissement de la censure. Les articles ou dessins censurés étaient alors remplacés par des espaces blancs. La censure disparaît officiellement lors de la promulgation de la Loi sur la liberté de la presse du 29 juillet 1881. Cette loi confie au système judiciaire l'essentiel du contrôle des informations publiées en France. Ce contrôle s'effectue après diffusion, ce qui limite les abus de pouvoirs. Toutefois, la censure théâtrale subsiste jusqu'en 1906[réf. souhaitée].

### Censure en temps de guerre

#### France
La censure n'a jamais été officiellement rétablie en France comme dans les époques passées, sauf en temps de guerre, notamment lors des deux guerres mondiales. Ainsi les directeurs de journaux recevaient-ils de l'autorité compétente des consignes sur les informations à mettre en évidence en première page, à éliminer, ou à réduire à l'état d'entrefilets dans les pages les moins lues.
Avec la proclamation de l'état de siège, le 2 août 1914, la liberté de la presse est suspendue. Les autorités peuvent censurer non seulement les informations militaires, mais aussi « tout ce qui tend à surexciter l'opinion ou à affaiblir le moral de l'armée ou du public ». Les journaux paraissent avec des espaces blancs dans les pages ou s'autocensurent préventivement. Les journaux qui passent outre sont saisis, les responsables étant passibles du conseil de guerre.
Cette période de censure voit la création du Canard enchaîné en 1916. Le titre du journal satirique y fait directement référence : canard (terme d'argot pour journal) enchaîné (par la censure). Malgré ses multiples carrés blancs, il continue de paraître en défiant les autorités « tu auras mes plumes mais tu n'auras pas ma peau ».
Sous le régime de Vichy, on alla plus loin et la censure devint préventive[réf. souhaitée]. Pour la guerre d'Algérie, le pouvoir innova et décida de saisir les journaux (notamment ceux qui évoquaient les actes de torture). Il existe encore actuellement une forme de censure en France; elle est cependant du ressort des tribunaux sous la forme d'interdits de publication ou d'ordonnance.

#### Nouvelle-Zélande
Des pacifistes de premier plan ont été arrêtés et emprisonnés pour avoir dénoncé la guerre. En 1941, après avoir pris la parole au Pigeon Park de Wellington au mépris de l'interdiction des réunions pacifistes, Archie Barrington fut arrêté et condamné à un an d'emprisonnement avec travaux forcés. L'année suivante, Ormond Burton, pasteur méthodiste et vétéran décoré de la Première Guerre mondiale, fut emprisonné pendant deux ans et demi pour avoir publié un document « subversif » : un bulletin de la Christian Pacifist Society.

### Censure postale
La censure des correspondances a été pratiquée dans toute l'Europe, à partir de l'ouverture des postes royales aux particuliers, malgré la reconnaissance officielle du secret des lettres, et ce par tous les régimes, jusqu'à la fin du règne de Napoléon III (cf. Cabinet noir). La censure postale a cependant été rétablie en temps de guerre par les différents belligérants au nom de leur intérêt national, mais elle l'a alors été de façon ouverte, avec apposition de diverses marques de censure et bandes de fermeture (cf. Histoire postale).

### Autorités privées
Au début du XXIe siècle commence un grand débat sur le rôle des géants du Web dans le contrôle d'accès à l'information sur internet. Il est question de savoir si ces grandes entreprises doivent favoriser la communication entre des personnes opposantes à un gouvernement, comme pendant le Printemps Arabe, ou au contraire de réduire, de limiter cette communication dans le but de maintenir la paix sociale.
Toutes les grandes entreprises du web appliquent actuellement une politique, non de censure complète de l'information, mais de restriction drastique de l'accès à certaines d'entre elles, tandis que d'autres sont promues artificiellement.
En janvier 2018, Facebook donne un aperçu de sa nouvelle politique de promotion et de dégradation des informations, basée notamment sur la source d'information et des valeurs de l'entreprise. En cas de publication d'un contenu « trompeur ou préjudiciable », Facebook applique trois solutions : le supprimer, en réduire la diffusion ou le « contextualiser », c'est-à-dire ajouter des liens vers des articles défendant une opinion contraire. Selon Facebook, ce genre de méthodes permettrait de réduire l'accès à ce contenu jusqu'à 80 %.

## Autocensure
L'autocensure est une forme de censure que s'applique à elle-même une personne, une institution, ou une organisation, déclenchée par la crainte ou la menace de censure par une autorité politique, financière, ou religieuse.
Selon un sondage réalisé auprès des membres de la Guilde des auteurs réalisateurs de documentaires, au sujet de leurs investissements personnels dans des projets sur la période 2016-2021, 60% ont reconnu "s’autocensurer" avant même de proposer un documentaire, afin d'éviter qu’il ne soit refusé, et 63% ont estimé "ne plus être à l'initiative de leurs films mais réaliser une commande initiée par la chaîne de télévisions ou le producteur". La réalisatrice Elizabeth Drévillon, présidente de la Guilde des auteurs réalisateurs de documentaires, et le journaliste d'investigation Jean-Baptiste Rivoire, ex-rédacteur en chef adjoint du magazine "Spécial investigation" de Canal+, fondateur du média "Off-investigation" auditionnés en février 2022 par la commission d'enquête sur la concentration dans les médias créée au Sénat, ont estimé que la pression des chaînes sur les auteurs-réalisateurs de documentaires aboutissait à une « autocensure », avec pour conséquence un « préjudice au débat démocratique ».

## Autres atteintes
Dans un sens plus large la censure regroupe différentes formes d'atteinte à la liberté d'expression. Le fonctionnement des médias implique de nombreuses personnes ayant chacune à son niveau un pouvoir de modification voire de suppression de certaines propositions initialement faites. Nombreux sont ceux qui assimilent une telle action à de la censure dans les faits, ce qui étend assez largement la définition de la censure. Même s'il n'en demeure pas moins que les propriétaires des médias évitent de publier ce qui peut déplaire à des clients, à l'État, à des syndicats, etc. et que même les professionnels s'abstiennent généralement de simplement proposer un article potentiellement litigieux (auto-censure).
Quelquefois, une information spécifique et unique dont la véritable existence est à peine connue du grand public, est gardée dans une subtile situation de quasi-censure, étant classée comme « subversive » ou « inconvenante ». Le texte de 1978 de Michel Foucault, La Loi de la pudeur, par exemple – défend l’abolition de l’âge du consentement, et depuis août 2006, est presque totalement invisible sur Internet, que ce soit en français ou anglais, et n’apparaît même pas sur les sites Web spécialisés sur Foucault. Paradoxalement, les appels à la censure constituent souvent une véritable publicité qui, en éveillant la curiosité du public, provoque l'effet inverse à celui recherché. Les films Amen. et La Dernière Tentation du Christ, le roman Les Versets sataniques ont reçu une publicité qu'ils n'auraient sans doute pas eue sans les menaces dont ces œuvres ou leurs auteurs ont été la cible.

## Dates importantes
La dénonciation d'une censure d'un documentaire-reportage sur les étudiants, à l'ORTF, a coïncidé avec la nuit des barricades de Mai 68 et lancé la grève des techniciens et journalistes de l'ORTF en mai-juin 1968.
Trois ans et demi plus tard, toujours à l'ORTF, l'écrivain Maurice Clavel quitte le plateau de télévision au cours d'un débat avec le ministre Jean Royer pour protester contre une coupe dans un reportage en lançant la célèbre formule "Messieurs les censeurs, bonsoir !".

## Débats
Depuis Spinoza, la liberté d'expression est devenue l'un des socles de la philosophie politique, qu'elle soit libérale ou républicaine. On définit ainsi la censure comme la limitation arbitraire par le gouvernement de la liberté d’expression : la censure s'exerce d'en haut. Certains philosophes, pourtant, ont légitimé une telle censure dans certaines situations déterminées. Les opposants à toute censure affirment non seulement la liberté d'opinion, mais défendent le droit de chacun de « tout dire », y compris à leurs pires ennemis. C'est à ce titre, par exemple, que Noam Chomsky a pu défendre le droit des négationnistes à rendre public leur discours, bien qu'il soit en complet désaccord avec celui-ci. Ainsi, le débat sur les lois restreignant les discours révisionnistes continuent à agiter le monde contemporain, en opposant notamment les États-Unis et le monde anglo-saxon au continent européen — — qui, il est vrai, a fait l'expérience directe de l'Holocauste — qui, dans l'ensemble, réprime de tels propos. Le problème est bien sûr complexe, et les positions en général nuancées, bien que fermes. Ainsi, si Chomsky prend parti pour une liberté d'expression illimitée, l'historien Pierre Vidal-Naquet tolérait de même le droit de chacun à s'exprimer, tout en affirmant qu'on ne discute pas avec des négationnistes, de la même façon qu'un « astronome ne discute pas avec un astrologue ».
Enfin, le droit à la liberté d'expression constitue le fondement des démocraties libérales, tandis que le marxisme a pu justifier la restriction temporaire de certains discours, au nom d'une conception de la « dictature du prolétariat ». La tradition marxiste rappelait ainsi que si les libéraux défendent le droit formel à la liberté d'expression, ils n'en assurent pas nécessairement les moyens matériels de l’exercer : ainsi, celle-ci peut être restreinte par les pouvoirs économiques (censure économique), entre autres par le biais de la concentration des médias (à l'œuvre aussi dans le domaine de l'édition). À ce titre, le philosophe italien Antonio Gramsci écrivait dans l’Avanti!, le 18 avril 1919 :

« À l’« initiative privée » qui se promet — par les complots, par le poignard, par des gestes audacieux — d'anéantir l'élan irrésistible de la lutte de classe, menée par le prolétariat pour son autonomie dans la production industrielle et agricole et dans les obscurs méandres de la politique internationale, l'appareil autoritaire de l'organisation étatique ajoute l'artillerie lourde de ses institutions : la censure, le monopole du télégraphe, du téléphone, de la poste, des chemins de fer, l'agence Stefani. L'artillerie légère de l'initiative privée attaque la classe prolétarienne (…) L'artillerie lourde de l'appareil d'État protège les dévastations de l'artillerie légère (…) Mais l'histoire qui est essentiellement liberté, et vérité, ne se laisse pas enfermer dans une bouteille comme le diable par le magicien (…) Hier les journaux de la bourgeoisie de Milan et de Turin n'ont pas paru : la solidarité de classe des typos a supprimé pour un jour la déloyauté et le mensonge antiprolétarien. La Vérité, mutilée, a triomphé dans cette modeste édition turinoise de l’Avanti! (…) la classe ouvrière et paysanne se révèle, avec une efficacité toujours accrue, comme l'Anti-État, qui peut opposer à l'État capitaliste un colossal appareil de forces (…) Le journal est la grande tranchée de la lutte de classe ; mais le journal est fabriqué par les ouvriers, c'est grâce au travail de l'ouvrier que la nouvelle et l'opinion prennent une forme sensible (…) Chaque force adverse doit être combattue avec des forces adéquates : à la censure du mensonge et de la déloyauté, qui veut impunément poursuivre et intensifier le travail accru de la délinquance privée, au mensonge et à la déloyauté, la classe prolétarienne doit opposer, dans ses corporations compétentes, la censure rouge. »

— Antonio Gramsci, « Les ruses de l'histoire », 19 avril 1919, publié sans signature dans l'Avanti! le 19 avril 1919 (in Écrits politiques I, Gallimard, 1974, p. 217-219)
Antonio Gramsci pensait le problème non pas dans les termes de la liberté formelle d'expression, mais dans une opposition de rapports de force, censure contre censure. En posant la question de l'idéologie, les marxistes soulignent ainsi l'effet d'une censure insidieuse, l'hégémonie, qu'il convient de combattre en lui opposant un discours libre et offensif. Dès lors, il convient de distinguer entre plusieurs types de censure, politique, économique, etc., et, selon Gramsci, de leur opposer non pas une liberté d'expression individuelle, mais une censure rouge, force d'opposition collective.

## Dans le monde
- Censure par pays

### Classement par pays
Reporters sans frontières (RSF) établit chaque année le classement mondial des pays pour la liberté de la presse.
| Classement | Nom              | Indice |
| ---------- | ---------------- | ------ |
| 1er        | Norvège          | 7,84   |
| 2e         | Finlande         | 7,93   |
| 3e         | Danemark         | 8,13   |
| 4e         | Suède            | 9,25   |
| 5e         | Pays-Bas         | 9,96   |
| 6e         | Jamaïque         | 10,51  |
| 7e         | Costa Rica       | 10,53  |
| 8e         | Suisse           | 10,62  |
| 9e         | Nouvelle-Zélande | 10,69  |
| 10e        | Portugal         | 11,83  |
|            |                  |        |
| 169e       | Bahreïn          | 60,13  |
| 170e       | Arabie saoudite  | 62,14  |
| 171e       | Cuba             | 63,81  |
| 172e       | Laos             | 64,28  |
| 173e       | Iran             | 64,81  |
| 174e       | Syrie            | 72,57  |
| 175e       | Viêt Nam         | 74,71  |
| 176e       | Djibouti         | 76,73  |
| 177e       | Chine            | 78,48  |
| 178e       | Érythrée         | 83,50  |
| 179e       | Turkménistan     | 85,44  |

| Classement | Nom                              | Indice |
| ---------- | -------------------------------- | ------ |
| 8e         | Suisse                           | 10,62  |
| 12e        | Belgique                         | 12,57  |
| 16e        | Canada                           | 15,29  |
| 17e        | Luxembourg                       | 15,46  |
| 34e        | France                           | 22,92  |
|            |                                  |        |
| 150e       | République démocratique du Congo | 49,09  |
| 155e       | Rwanda                           | 50,34  |
| 160e       | Burundi                          | 55,33  |
| 165e       | Guinée équatoriale               | 56,38  |
| 176e       | Djibouti                         | 76,73  |

La France occupait la 11e place du classement général en 2002, la 35e en 2008, 44e en 2010 et 39e en 2014, après la Belgique qui arrivait au 23e rang.
En République démocratique du Congo (151e rang en 2014), l'organe de censure se nomme Commission Nationale de Censure des chansons et des spectacles (CNCCS). Elle a pour rôle de contrôler toutes les chansons et spectacles généralement quelconques dans les médias, places publiques, etc. Elle est gérée par un haut magistrat et supervisée par le Ministère de la Justice et Garde des Sceaux.
Dans de nombreux pays, la censure d'informations générales, politiques ou commerciales s'exerce généralement par voie de décisions de justice et non par le contrôle d'un organe de censure pérenne.

### Canada
La censure au Québec est historiquement associée au pouvoir religieux. À partir des années 1950, la censure devient un enjeu séculier et concerne le pouvoir judiciaire à travers le sujet de l'obscénité,.
En Ontario, en 2019, prétextant opérer un geste visant la réconciliation avec les premiers peuples, le Conseil scolaire catholique Providence procède, sous l'égide de Suzy Kies, à la destruction de 5 000 œuvres littéraires. Cette action s'inscrit notamment par la destruction d'une trentaine d'entre-elles par autodafé en 2019 lors d'une cérémonie de purification. Les œuvres mises à l'index, incluant des bandes dessinées d'Astérix, Lucky Luke et Tintin, sont accusées de propager des stéréotypes et du racisme. Les gestes sont dénoncés par plusieurs auteurs, sans être unanimement dénoncées par l'ensemble des leaders politiques canadiens, notamment le Premier ministre Justin Trudeau. Pour Jean-Philippe Uzel, spécialiste de l’art autochtone à l’UQAM, « brûler des livres, c’est réécrire l’histoire. Et le faire devant des enfants dans un but éducatif, c’est une aberration totale ».

### Côte d'Ivoire
En Côte d'Ivoire, le CNCA est l'organisme qui a, entre autres, pour rôle de censurer. Les documents censurés incluent : clips jugés proches de la pornographie, etc.

### France
L'histoire de la censure en France est une suite d'abolitions et de rétablissements successifs : celle de l'Ancien Régime avait été abolie en 1791 par la Révolution française qui proclame la liberté des spectacles, mais rétablie en 1794 par la contre-révolution de Thermidor et renforcée par Napoléon 1er.
Sous la Restauration, la censure a été supprimée par la Charte constitutionnelle de 1814, mais la tentative de rétablissement de la censure par Charles X avec les Ordonnances de Saint-Cloud, promulguées le 25 juillet 1830, provoque la révolution dite des « Trois Glorieuses ». La censure sera supprimée par la IIe République, rétablie en 1850 par Napoléon III, supprimée en 1870 à la suite d'une proposition de Jules Simon, rétablie en 1871 par Mac-Mahon, et abandonnée en 1906 par le parlement qui refuse de voter la rémunération des censures.
Au XXIe siècle, la censure préventive en France s'exerce essentiellement dans deux domaines : le cinéma, avec la Commission de classification des œuvres cinématographiques ; et les publications pour la jeunesse, avec la Commission de surveillance et de contrôle des publications destinées à l'enfance et à l'adolescence. Une autre forme de censure a subsisté longtemps : celle du contrôle de la presse étrangère, à travers le décret-loi du 6 mai 1939, qui permettait au ministère de l'Intérieur d'interdire en France certaines publications éditées à l'étranger. Mais dans un arrêt du 7 février 2003 (no 243634), à la demande du GISTI, le Conseil d'État a annulé le refus du Premier ministre d'abroger le décret-loi en question qui modifiait l'article 14 de la loi du 29 juillet 1881 sur la liberté de la presse. Le Conseil d'État a estimé que cet article violait l'article 10 de la Convention européenne des droits de l'homme et le décret-loi a été abrogé par le décret no 2004-1044 du 4 octobre 2004. 
Des faits de censure directe ou indirecte sont constatés à plusieurs périodes. En décembre 1971, l'écrivain Maurice Clavel quitte le plateau de la première chaine de télévision au cours d'un débat avec le ministre Jean Royer pour protester contre une coupe dans un reportage en lançant la célèbre formule "Messieurs les censeurs, bonsoir !".
Au milieu des années 1980, un livre de Jean-Bedel Bokassa mettant en cause l'ancien président Valéry Giscard d'Estaing au sujet de l'affaire des diamants est pilonné. Le livre Le Grand Secret de Claude Gubler, ancien médecin du président François Mitterrand, est interdit par décision de justice peu de jours après sa parution en 1996.
En juin 2000, le groupe de rock français Matmatah est condamné à 15 000 francs d'amende pour « provocation à l’usage de stupéfiants » et « présentation sous un jour favorable de l’usage et du trafic » à cause de sa chanson L'Apologie. En novembre 2005, le député UMP François Grosdidier porte plainte contre divers groupes de rap français, certains dissous, pour avoir pratiqué selon lui, une « incitation au racisme et à la haine. » Déposée dans le contexte des émeutes de l'automne, elle est vue, à gauche, comme un « acharnement » et une tentative de censurer la « parole des quartiers ». Les groupes concernés sont : Monsieur R, Smala, les groupes Lunatic (dissous), 113, Ministère A.M.E.R. et les chanteurs Fabe et Salif. En outre, le groupe de rap La Rumeur a été poursuivi par le ministère de l'intérieur pour des propos tenus dans La Rumeur Magazine. La plainte a été déposée en 2002 par le ministère de la Justice mais a fait l'objet d'une décision de non-lieu rendue en première instance le 17 décembre 2004. Le procureur de la République en a fait appel en 2005 (alors que Dominique de Villepin dirigeait l'Intérieur).
La loi Gayssot votée en 1990 crée un délit de contestation de crime contre l'humanité dans son article 9. Elle fait l'objet de vives contestations comme celle de Noam Chomsky ou de l'hebdomadaire d'extrême droite Rivarol. Une question prioritaire de constitutionnalité invoquant la violation de l'article 34 de la Constitution française pour « non détermination du délit prévu par l'article 24 bis » a été soulevée, mais la Cour de cassation a jugé cette question non sérieuse et a donc refusé de la transmettre au Conseil constitutionnel. En 2010, Vincent Reynouard a été condamné à un an de prison ferme pour contestation de crimes contre l'humanité.

### Royaume-Uni
Le terme de bowdlerisation désigne une forme de censure par euphémisme ou périphrase, particulièrement dans l’expurgation ou la traduction de livres. Ce mot est construit sur le nom de Thomas Bowdler, dont l'édition (1818) des pièces de Shakespeare se signale par la bienséance recherchée, à l'intention des femmes et des jeunes gens. Il remania dans le même esprit l’Histoire de la décadence et de la chute de l'Empire romain de Gibbon.
Le Conflit nord-irlandais fut souvent censuré par BBC, ITV & Channel 4 en Irlande du Nord. En 1985, le livre Spycatcher: The Candid Autobiography of a Senior Intelligence Officer d'un agent du MI-5 Peter Wright (1916-1995).
Le Terrorism Act 2006 censure les discours des djihadistes contre la nation. En 2008, le tableau de Lucas Cranach Venus (1532) à l'affiche dans le métro de Londres pour l'exposition du Royal Academy of Arts, fut retiré, car considéré comme un outrage à la pudeur. La même année, un article de l'encyclopédie en ligne Wikipédia, a été censuré pendant plusieurs jours à cause de la présence sur sa version anglaise de la pochette de l'album Virgin Killer du groupe de hard rock Scorpions, représentant une fille préadolescente nue, avant que l'Internet Watch Foundation (organisation à l'origine du signalement de la page aux FAI) revienne sur ses positions. Des centaines de foyers ont ainsi été privés d'accès à Wikipédia,,.

### Israël
Le dimanche 2 mars 2025, le film No other land, réalisé par un collectif israélo-palestinien, a remporté l'Oscar du meilleur documentaire. Le lendemain, le ministre israélien de la Culture a demandé aux cinémas et aux institutions culturelles subventionnées de ne pas le programmer.

### Italie
La copie du tableau de Tiepolo, La Vérité dévoilée par le Temps, choisi par Berlusconi lui-même pour la salle de presse de sa présidence du conseil, a été censuré en août 2008 par ses conseillers, en cachant le sein dévoilé et visible de la Vérité.
Le 8 décembre 2008 la chaîne italienne Rai 2 a diffusé, une version censurée du film Le Secret de Brokeback Mountain, dans laquelle deux scènes ont été coupées (la scène où est évoquée, la première relation sexuelle entre les deux héros et la scène où ils s'embrassent). Cette diffusion a suscité une polémique en Italie de la part des téléspectateurs et des associations homosexuelles.

### République populaire de Chine
Le Parti communiste chinois, parti unique de la RPC, censure systématiquement tout ce qui concerne : les manifestations de la place Tian'anmen en 1989, l'indépendance des Tibétains, l'indépendance des Ouïghours, et de manière générale, tout ce qui peut remettre en cause sa légitimité.
Il existe un ministère de la Propagande qui garde la main sur les médias. Le Bureau du film contrôle la diffusion des films en Chine : il a par exemple fait retirer des salles le film américain Da Vinci Code au mois de juin 2006. La télévision n'échappe pas à la censure puisque le gouvernement a décrété que les dessins animés (la plupart sont japonais ou américains) seront interdits entre 17h et 20h à partir du 1er septembre 2006. Le Bureau du cinéma peut interdire un film sous divers prétextes : ainsi, le film de Lou Ye, Palais d'été, a été censuré au motif qu'il comportait « trop de scènes sexuelles et de sujets sensibles ». Les cinéastes doivent obtenir une autorisation pour tourner leurs œuvres.

### Russie

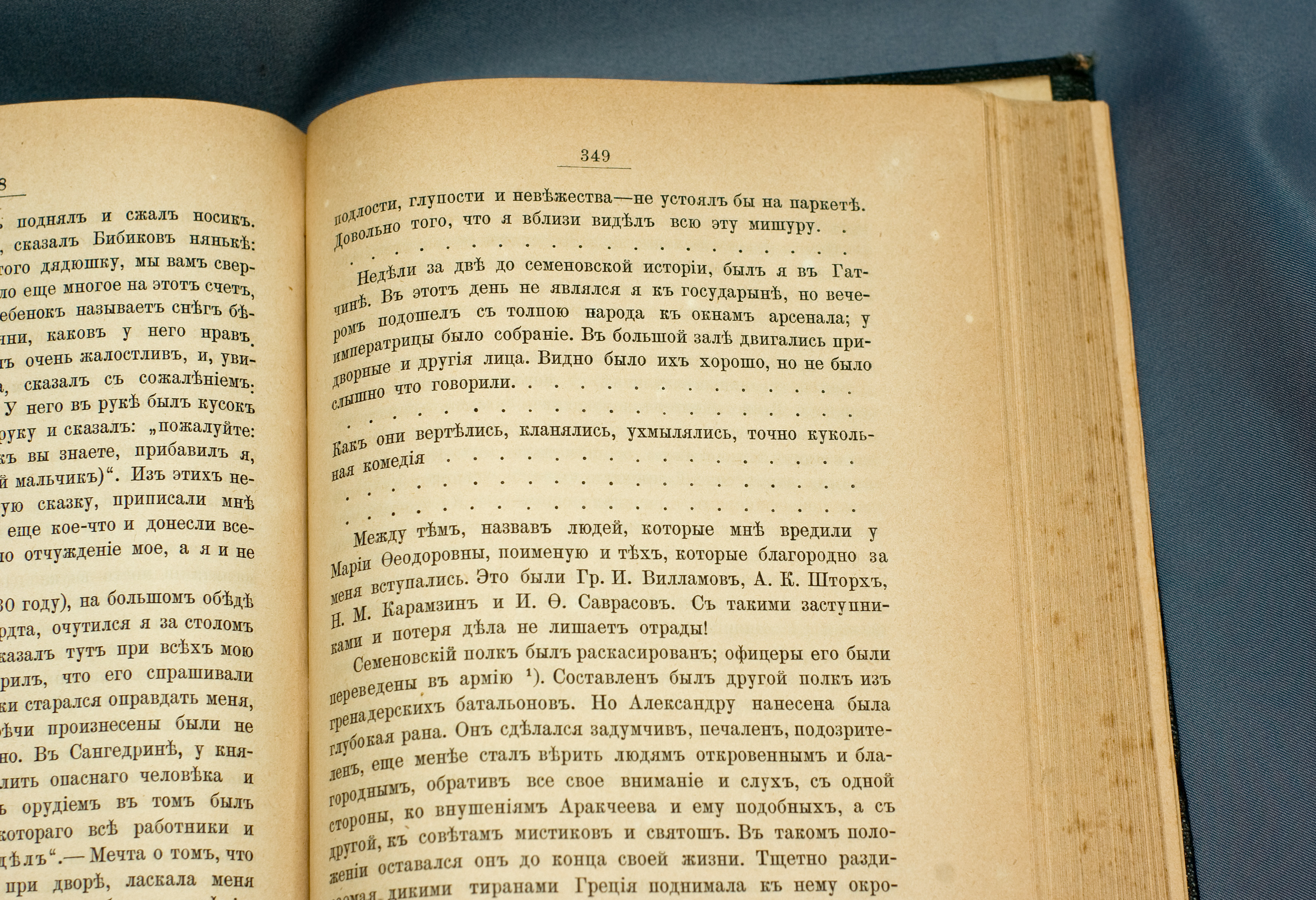
Censure du texte d'un livre édité à la fin du XIX en Russie.

L'indépendance des médias russes est mise en doute par certains commentateurs, comme Marie Mendras, selon laquelle, en 2006, au moins la moitié des journaux télévisés des deux chaînes gouvernementales est dédiée aux faits et gestes du président Poutine. Depuis 2003-2004, Moscou a resserré son emprise sur les chaînes de télévision privées telles que NTV[réf. nécessaire]. Après la prise d'otages de Beslan en 2004, les Izvestia avaient publié plusieurs photographies de la tragédie et le rédacteur en chef avait été renvoyé immédiatement[réf. nécessaire]. Les radios et la presse indépendantes (Écho de Moscou, Novaïa Gazeta, Kommersant…) sont présentes surtout à Moscou et Saint-Pétersbourg. Internet reste libre, mais ne touche, en 2009, que 27 % des Russes.
Le 4 mars 2022, Vladimir Poutine signe une loi votée par la Douma limitant fortement la liberté d'expression et l'accès à l'information. La loi prévoit jusqu'à 15 ans de prison pour quiconque publiera des informations mensongères sur le conflit en Ukraine. Elle concerne les particuliers ainsi que les médias russes et étrangers. Par exemple, le média indépendant russe Znak a fermé son site. L'ONG Reporters sans frontières estime que le dirigeant russe est « clairement en train de mettre son pays sous cloche ». Le classement de RSF place la Russie à la 150e place sur 180 États pour la liberté de la presse. Le réseau social Facebook est également bloqué par les autorités russes depuis le 4 mars 2022.
L'avocat Mikhail Benyash, défenseur des soldats russes réfractaires à l'invasion de l'Ukraine par la Russie en 2022 est poursuivi pour avoir « discrédité les forces armées de Russie » sur YouTube.
Au cours du même conflit, le reporter Mikhaïl Afanasyev, responsable du comité de protection des journalistes Novy Fokus, est arrêté après avoir médiatisé le cas de onze Gardes nationaux contestataires en Sibérie. Il est poursuivi pour avoir propagé de « fausses informations » et encourt ainsi une peine pouvant aller jusqu’à quinze ans de prison. Le même jour, d'autres journalistes et medias sont frappés sous le même prétexte.
Opposée à l'invasion de l'Ukraine, la comédienne Lia Akhedjakova écrit sur Telegram : « J’ai honte de mes concitoyens. […] Comme je suis fatiguée de cette grandeur imaginaire de la Russie. Je veux aller en Ukraine après sa victoire ». Elle subit les critiques du vice-président du conseil municipal de Moscou qui laisse entendre que des mercenaires de la société militaire privée Wagner pourraient perturber la représentation : « Si Akhedzhakova est accompagnée sur scène par les « musiciens » [le surnom des mercenaires de Wagner], cela pourrait s'avérer être une sacrée performance. Madame Akhedzhakova, êtes-vous fan de Wagner ? » Un théâtre de Saint-Pétersbourg annule ensuite une représentation théâtrale qu'elle devait interpréter. Précédemment, le Théâtre Sovremennik de Moscou a annulé les représentations d'une autre pièce interprétée par la comédienne, après qu'un groupe d'officiers s'est opposé à ses supposées « propagande homosexuelle », « insultes aux anciens combattants » et « incitations à la haine ethnique ». Des militants, habitués à perturber des programmes culturels, ont porté plainte contre le directeur artistique car il visait à « détruire la mémoire de la Grande Guerre patriotique et le faisait avec une méchanceté particulière ».

### Suisse
Paul Ranc dans son livre La Franc-Maçonnerie sous l'éclairage biblique, a affirmé que le B'nai B'rith (organisation paramaçonnique juive) a financé la révolution russe et qu'elle avait pour but d'instaurer un pouvoir mondial juif. Le B'naï B'rith suisse fera condamner son livre par la justice en juin 1990.

### Ukraine
Pendant l'Invasion de l'Ukraine par la Russie en 2022, le Parlement ukrainien bannit le 19 juin la musique russe récente dans les transports publics et dans les médias et l'importation de livres imprimés en Russie, en Biélorussie ainsi que dans les territoires ukrainiens occupés et l'impression de livres de citoyens russes.

### États-Unis
Le Fairness & Accuracy In Reporting (FAIR) est une organisation créée en 1986 pour combattre la censure dans les médias aux États-Unis. D'autres sociétés abordent également la censure comme COINTELPRO et Google Earth,.

## Thèmes

### Cinéma
La censure au cinéma remonte presque à ses débuts, avec par exemple en 1907 en Italie la première intention de contrôler la production cinématographique par une circulaire du ministère de l'intérieur aux préfets, ou aux États-Unis avec le Chicago Board of Censors. En Espagne, c'est en 1913 que la censure devient officielle sur décision du gouverneur de Barcelone. En 1915, la Cour suprême des États-Unis avait refusé de définir le cinéma comme un moyen d'expression à part entière, ne permettant pas ainsi la protection du 1er amendement sur la liberté d'expression, situation qui a duré jusqu'en 1952. En France, le cinéma est né sous la IIIe République, à une époque de puritanisme dominée par une bourgeoisie conservatrice. Chez Gaumont, chaque film est contrôlé. En Inde, dont l'industrie cinématographique est la plus prolifique du monde, la censure s'est appliquée dès 1918 sous la domination britannique.

### Jeux vidéo
Les jeux vidéo sont souvent pris comme cible par la censure. Les insultes inclus dans les dialogues du jeu Conker's Bad Fur Day ont été censurées sur Nintendo 64 et la version Xbox (Conker: Live and Reloaded). La version Super NES de Wolfenstein 3D est réputée à cause de ses nombreuses modifications et censures imposées par les normes Nintendo of America, de l'époque ; ainsi, l'ensemble des signes nazi et des représentations d'Adolf Hitler ont été retirées de cette version. En Allemagne, les passants du jeu de voiture Carmageddon ont été remplacés par des zombies ou des robots ; le jeu n'a jamais été distribué au Brésil[réf. nécessaire]. Toujours en Allemagne, Team Fortress 2 est censuré ; le sang est remplacé par des petites giclures jaunes, et les morceaux de corps, par des jouets et des objets mécaniques (hamburgers, canards en plastique, dentiers, réveils, etc.), afin d'éviter de rappeler la violence et les horreurs de la Seconde Guerre mondiale[réf. nécessaire]. En Australie, Left 4 Dead 2 est également censuré : il y a moins de sang, et les zombies disparaissent quand ils meurent.
Les jeux Doom, Mortal Kombat, Requiem, Blood, Postal, et Duke Nukem 3D ont été censurés au Brésil. La série des jeux Grand Theft Auto a été également fortement censurée. La controverse autour de ces jeux a été fortement bénéfique à leur popularité. Grand Theft Auto IV a été censuré en Thaïlande. La fusillade de Columbine (avril 1999) souleva un débat sur l'effet des jeux vidéo sur les enfants aux États-Unis.

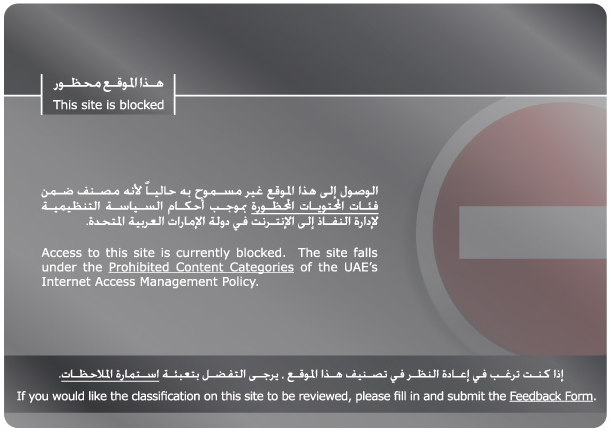
Blocage d'un site internet aux Émirats arabes unis.

### Internet
Internet est devenu la principale source d'information en particulier chez les plus jeunes générations. Pratiquée en général au niveau des États, le filtrage des informations et contenus sur internet est une réalité dans un grand nombre de pays à plus ou moins grande échelle.
Additionnellement, la concentration des services internets dans les mains de quelques grandes entreprises leur permet de manipuler l'information, de censurer et de faire disparaître d'internet dans le monde entier des contenus et des auteurs non souhaités.

### Religion
Cette sous-section aborde la question de la censure pour des motifs religieux ou à caractère religieux à l'époque contemporaine comme il est précisé dans la section de tête

#### Christianisme
Nathalie Roelens développe une analyse approfondie de la censure de symboles chrétiens dans son article « Deux croix censurées : la connotation religieuse dans l’affiche de cinéma »

#### Islam
Deux événements majeurs ont marqué l'époque contemporaine : la publication en 1988 du livre Les Versets sataniques et l'affaire des caricatures de Mahomet. Les Versets sataniques fut considéré comme tellement blasphématoire que l'ayatollah Khomeini édicta en 1989 une fatwa de mort contre l'auteur qui fut alors forcé d'entrer dans la clandestinité. En outre, le livre a suscité des manifestations hostiles pacifiques ou violentes dans le monde ainsi que des manifestations de soutien au titre de la liberté d'expression. D'autre part, des tensions diplomatiques sont apparues entre les pays occidentaux et les pays ayant l'islam pour religion d'État. Ces tensions et l'hostilité perdurent encore actuellement. Les caricatures de Mahomet sont une série de dessins parus dans un journal danois, et dont l'un représente le prophète de l'islam Mahomet vêtu d'un turban en forme de bombe. Les dessins illustraient un article consacré à l'autocensure et à la censure considérées comme s'accroissant pour les sujets touchant à la religion musulmane depuis l'assassinat du réalisateur Theo van Gogh. Ces caricatures ont provoqué des manifestations hostiles pacifiques ou violentes dans le monde ainsi que des manifestations de soutien au titre de la liberté d'expression. Il convient de noter que le deuxième événement a fait émerger la notion de « diffamation des religions » soutenue à l'ONU par l'Organisation de la Conférence islamique.
En décembre 2005 en France, Le Fanatisme ou Mahomet de Voltaire, une pièce de théâtre, a été empêchée,,. En février 2006 en Finlande, le rédacteur en chef d'une revue culturelle Kaltio, bande dessinée de 5 pages sur Mahomet (masqué), a été licencié. En septembre la même année en RFA : la représentation du spectacle Idoménée, Roi de Crète de Mozart est annulée,. En octobre en Grande-Bretagne, retrait d'une dizaine de dessins érotiques de l'artiste Hans Bellmer d'une exposition qui lui était consacrée.
En janvier 2008 aux États-Unis, un épisode de l'émission télévisée Flamethrower est refusé à l'antenne[réf. nécessaire]. Cette même année en août en Grande-Bretagne : The Jewel of Medina (en), un roman de S. Jones est annulé à la publication de l'ouvrage par Random House. The Butterfly Hunter (en), de M. Malik est également retiré du concours Muslim Writers Awards.
Avril 2009 en Turquie, Nedim Gürsel, auteur, est convoqué devant un tribunal pour avoir menacé à la paix sociale dans son roman intitulé Les Filles d'Allah. En octobre en Belgique, l'exposition Cocktail, ou autoportrait en société qui est une reconstitution d’un espace de prière musulmane représenté à l’infini a été démontée plus tôt que prévu par suite d'agressions répétées. L'auteur, Mehdi-Georges Lahlou, a expliqué le but de son œuvre : « Une trentaine de tapis de prière sont disposés au sol en direction de la Mecque. Devant chaque tapis est placée une paire de chaussures masculines, qui représente l’homme en prière. Au milieu, sur un tapis vert, est disposée une paire de chaussures rouges brillantes à talons. Dans ma pratique, j’utilise très souvent ce seul stigma féminin pour me « travestir » et donc questionner ma sexualité ».

### Santé
Depuis la fin du XXe siècle, les politiques de santé publiques de lutte contre le tabagisme ont abouti à des actes relevant de la censure dans le domaine de l'image. Ainsi en France, « La loi Évin [1991] interdit toute propagande ou publicité, directe ou indirecte, en faveur du tabac ou des produits du tabac. Hulot, personnage créé par Jacques Tati, fumait la pipe. […] Tati est mort avant la loi Évin. […] Considérant que la photographie de Tati jouant Hulot sur son solex, extraite du film Mon oncle, serait une infraction à la loi, suivant en cela une « jurisprudence » établie hors des tribunaux par la BNF et Gallimard qui avaient supprimé la cigarette de Jean-Paul Sartre sur le catalogue de l’exposition consacrée à ce dernier, et celle de la Poste procédant à la même suppression pour Malraux sur un timbre », [la SNCF et la RATP avec la société METROBUS] ont décidé d’affubler le tuyau (de pipe) d'une hélice à vent [jaune]. Voilà donc des œuvres (un film, une photographie) révisées et dénaturées, d’une double manière.

### Érotisme et pornographie
La censure peut prendre aussi la forme d'un encadrement lié à l'âge du public. Un tel type de « censure positive[réf. nécessaire] » comporte par exemple des classifications de films selon des critères préétablies, comme la représentation de la sexualité (pornographique ou non) ou de la violence.

### Filmographie
- Sauve qui peut les images, documentaire de Patrick Le Gall sur la censure dans le cinéma français, 60 min, 1982.